# تاکسپن
تاکسپن (به اسپانیایی: Tuxpan) یک منطقهٔ مسکونی در مکزیک است که در وراکروس واقع شده‌است.

## خصوصیات
تاکسپن ۱٬۰۶۱٫۹ کیلومترمربع مساحت و ۱۴۳٬۳۶۲ نفر جمعیت دارد و ۱۰ متر بالاتر از سطح دریا واقع شده‌است.